# 中尾清一郎
中尾 清一郎（なかお せいいちろう、1960年（昭和35年）8月2日 - ）は、株式会社佐賀新聞社の代表取締役社長。佐賀県出身。

## 学歴
- 1979年 3月 - 佐賀県立佐賀西高等学校卒業。同級生に香月道生北島代表取締役社長がいる。
- 1984年 3月 - 早稲田大学商学部卒業。

## 職歴
- 1984年 4月 - 佐賀新聞社入社。同時に岐阜県岐阜日日新聞社（現在岐阜新聞社）へ出向。
- 1985年12月 - 父である先代社長の急逝に伴い代表取締役社長に就任[2]。
- 1986年、祖父の創立した社会福祉法人佐賀整肢学園理事長に就任。同学園は1961年に昭和天皇・皇后の行幸を受け、関連施設には1996年に秋篠宮夫妻、2004年には当時の皇太子（今上天皇）の訪問を受けた。

## 佐賀新聞社糾弾事件
1997年3月、中尾は、佐賀市におけるシンポジウムで「佐賀というのは福岡から下にみられ、福岡人が士農工商の商であれば、佐賀は穢多非人」と発言。これが差別発言として問題視され、部落解放同盟佐賀県連合会が中尾を糾弾し、謝罪に追い込んだ。一方、部落解放同盟と対立する全国部落解放運動連合会九州地協は「部落差別発言ではない」「比喩として不適切だっただけ」との見解を発表し、糾弾会に出席しないよう中尾に促した。

## 関連企業
- 株式会社佐賀広告センター社長
- 株式会社佐賀新聞サービス社長
- 株式会社佐賀印刷社社長
- 株式会社佐賀新聞文化センター社長
- 株式会社佐賀新聞ライフマネジメント社長
- 社会福祉法人・佐賀整肢学園理事長
- 株式会社サガテレビ取締役
- 株式会社エフエム佐賀取締役

## 公職・その他
- 佐賀県経営者協会副会長
- 佐賀経済同友会代表幹事
- 佐賀県日韓親善協会会長
- 日本ユニセフ協会佐賀県ユニセフ協会会長
- 佐賀県国際交流協会理事
- 佐賀県暴力追放運動推進センター理事
- 国立大学法人佐賀大学学長選考・監察会議議長並びに経営協議会委員
- 表千家同門会佐賀県支部長
- 早稲田大学校友会佐賀県支部長
- エンジン01文化戦略会議会員

　など。

### エンジン01（ゼロワン）文化戦略会議
2001年7月に発足した「エンジン01（ゼロワン）文化戦略会議」（林真理子幹事長）に立ち上げから関わり、2回目の「エンジン01オープンカレッジ」は佐賀で開かれ、80人の著名人が佐賀に集結した。
また、2014年には「エンジン02さが」を武雄市・嬉野市で開催し、林真理子（作家）、中園ミホ（脚本家）、秋元康（作詞家）など第一線で活躍する文化人たちが集まった。

#### エンジン01
各分野の表現者・思考者たちが日本文化のさらなる深まりと広がりを目的に参集したボランティア集団。
名称は「Encourage Japan Intelligent Network」の略。
異分野の才能が「円陣」を組み、新時代の文化形成の「エンジン」となることを狙う。